# 牛马司煤矿
牛马司煤矿，新名称牛马司矿业有限公司，位于湖南省邵陽邵东市境内，是省直属的县级国营企业。牛马司矿区至今已有200多年开采历史，出产可用于烧制焦炭的烟煤。

## 早期公司
牛马司在清朝時就开采煤矿。清光绪年间，共开发筒窑（生产提升井）88口，马口窑（排水井）27口，最深达338米。光绪十年（1884年），当地麻元边煤窑运用土法炼焦成功。此后，境内多处煤窑筑炉炼焦。中华民国时期，相继成立亨利、长丰等13个集股合资经营公司，共办筒窑301口，马口窑71口。

## 牛马司煤矿
1949年中华人民共和国成立后，牛马司的私营煤矿相继被政府接管。1951年，规模最大的长丰煤矿股份有限公司更名为牛马司煤矿，成为邵阳境内第一个地方国营煤矿。之后，当地其他煤矿也陆续归属牛马司煤矿。1959年，牛马司煤矿划归涟邵矿务局管辖。1966年文化大革命开始后，牛马司煤矿改名为“赤卫煤矿”，1978年8月复名牛马司煤矿。
1953～1971年，牛马司煤矿先后建设有宁家垅、白莲寨、斗米山、水井头、麻元村、铁箕山等6对矿井。
煤炭提升：1952年前使用手摇绞车提升，1954年3月开始使用电动绞车提升煤炭，1983年水井头主井换装4米绞车。
井下运输：1953年前，井下都是靠人工拖运。1958年，开始使用电动机带动链式刮板运输机于溜子道，1969年开始使用蓄电池机车。
地面运输：1955年，矿内大量使用汽车，1960年开始使用蓄电池机车运输。煤炭外运，1957年前靠邵水船运；1961年，开始使用火车运煤。
矿井通风：1952年，利用自然通风，1953年10月安装蒸汽抽风机。1958年，各矿井使用电力扇风机。
矿井排水：1952年用“孔明竹筒车”排水，1953年～1958年使用蒸汽往复式水泵排水，1959年开始使用电泵排水。1988年末共有水泵145台，总储量为5336立方米。
供电：除自备电厂外，还通过输电线由邵东变电所供电。

牛马司煤矿矿区面积23.1平方公里，含煤面积13.6平方公里，含煤层6个。
1990年，牛马司煤矿保有储量2127万吨，可采储量1427.3万吨，有生产矿井3对，职工5566人，生产原煤33.74万吨。1950年至1990年累计生产原煤1080.47万吨。
全矿工业总产值3641.70万元，家属住宅面积65109.96平方米，单身职工宿舍面积33338.84平方米，设有13个澡堂，食堂16个。有子弟中学和小学各一所，职工医院一所，医疗保健站7个。
1998年5月初，牛马司煤矿申请“牛马司牌”注册商标，领域为原煤、洗精煤、块煤、精品块煤、混合煤、冶金焦等，商标次月底获批。

## 牛马司矿业有限公司
2010年，牛马司煤矿被湖南黑金时代股份有限公司收购重组，隶属湖南省煤业集团有限公司（简称“湘煤集团”）。新的名称是“牛马司矿业有限公司”。

## 荣誉
到1970年代中期，牛马司煤矿年产量达75万吨，且连续三年跻身全国煤炭系统百强企业行列。
牛马司出产的烟煤具低硫、低磷、低灰粉、高热量等优点，于1982年获得国家金质奖，1987年由国家煤炭质量检测中心复查，确认继续保持国家金质奖的称号。

## 事件和事故
湖南地方国营邵阳牛马司煤矿工程处处长（矿长）兼中共邵阳牛马司煤矿支部书记杜维松，1951年6月调任该职。1954年1月，湖南省及邵阳多部门组建联合调查组开展调查，因贪污盗窃国家财产、严重违法乱纪，杜维松被开除党籍、撤销一切行政职务，并被判处有期徒刑三年。
1953年11月17日，牛马司煤矿宁家垄井发生瓦斯爆炸事故，造成18人死亡，3人重伤，2人轻伤。
2006年3月10日，牛马司公司水井头煤矿发生瓦斯爆炸事故，9人被困，其中多人遇难。
2016年11月20日，牛马司煤业公司铁箕山煤矿发生瓦斯爆炸事故，5人遇险，其中4人死亡，1人重伤。

## 交通
有长邵、衡邵公路、潭邵高速公路及娄邵铁路穿越矿区。
邵水河在境内蜿蜒流过。

## 地名的由来
“牛马司”这一地名是从人名而来的。《邵阳乡土志》有记载：刘满四当白岭寨处，地以人名。
关于刘满四，还有这样一个传说：他因孝闻名乡野，感动了白莲仙姑。仙姑告诉他：“对面山里全是乌金，可以燃烧，只要挖地三尺就可以去用。”刘满四说：“有这等好事，我每天能换一斗米就够了。”仙姑说：“那好，你每天就换一斗米吧！”此后，那山就叫“斗米山”至今。皇帝听说这事，传刘满四进京，问他叫何名字，刘满四答道：“回陛下，小人‘刘满四’！”皇帝没听清，说：“‘牛马司’好，牛马司黑土是个宝。”得了御赐，刘满四大喜，就把这里取名叫“牛马司”。